# P.J. Soles
P.J. Soles, geboren als Pamela Jayne Hardon, (Frankfurt am Main, 17 juli 1950) is een Amerikaans actrice.

## Levensloop
Soles werd geboren in Duitsland uit een Nederlandse vader en een Amerikaanse moeder.
Ze was een van de eerste actrices die de bijnaam scream queen kreeg. Haar filmcarrière begon in 1976 en ze had al snel rollen in horrorklassiekers, zoals Carrie (1976) en Halloween (1978).
Ze werd een succesvolle actrice en kreeg rollen in meerdere bekende films, zoals Breaking Away (1979), Rock 'n' Roll High School (1979), Private Benjamin (1980) en Stripes (1981). Hierna nam haar populariteit af.
Soles is ook opgetreden in televisieseries, zoals Cheers en Knight Rider.

## Persoonlijk
Soles is drie keer getrouwd geweest. Haar achternaam dankt zij aan haar echtgenoot uit haar eerste huwelijk.

## Filmografie (selectie)
- 1976: The Boy in the Plastic Bubble
- 1976: Carrie
- 1978: Halloween
- 1979: Breaking Away
- 1979: Rock 'n' Roll High School
- 1980: Private Benjamin
- 1981: Stripes
- 1985: Sweet Dreams
- 1999: Jawbreaker
- 2005: The Devil's Rejects
- 2006: The Tooth Fairy